# Gerrie van der Klei
 (octobre 2018).
Si vous disposez d'ouvrages ou d'articles de référence ou si vous connaissez des sites web de qualité traitant du thème abordé ici, merci de compléter l'article en donnant les références utiles à sa vérifiabilité et en les liant à la section « Notes et références ».
Gerrie van der Klei, née le 22 février 1945 à Amstelveen, est une actrice, chanteuse, danseuse et guitariste néerlandaise.

## Filmographie

### Cinéma
- 1982 : n Akkoord
- 1983 : L'Illusionniste (De illusionist) de Jos Stelling : zijn assistent
- 1986 : Les Gravos (Flodder) : Buurvrouw Wijnberg
- 1996 : Les 101 Dalmatiens : Cruella De Vil (voix)
- 2010 : Het rijke verdriet
- 2012 : Soof (nl)

## Théâtre

### Pièces et comédies musicales
- 1977 : Foxtrot
- 1983 : De zoon van Louis Davids,
- 1984 : Ping Ping,
- 1994 : Victor Victoria
- 1994-1995 : Later is te laat
- 1995-1996 : You're the Top : Linda Porter
- 1998-1999 : En nu wij! : Lisette Maree
- 2000-2001 : 42nd Street : Maggie Jones
- 2002-2003 : Nonsens : Moeder Overste
- 2006/2007: My Fair Lady : Mevrouw Higgins
- 2008-2009: Purper (nl) : Soliste
- 2010-2011 : La Cage aux folles : Jaqueline
- 2012-2013 : Annie (musical) : Miss Hannigan
- 2013 : Musical Gone Mad : Soliste
- 2013-2014 : Purper: Soliste
- 2014 : Ladies buitenspel : Soliste
- 2015 : Dames eerst : Soliste
- 2015 : Spelen met Klei
- 2015-2016 : Vrouwen van later
- 2017-2018 : My Fair Lady : Mevrouw Higgins

## Discographie

### Album studio
- 2012 : Lovers & Friends (sorti le 5 mars 2012)[2]